# Archichapelain
Durant le Haut Moyen Âge, l'archichapelain était un grand officier de l'entourage du roi carolingien. Il s'occupait du personnel de la chapelle royale et conseillait le souverain en matière ecclésiastique. Ce terme est par la suite utilisé pour désigner des officiers des rois issus de la désintégration de l'empire carolingien. Ainsi, l'archevêque Rémi Ier de Lyon est l'archichapelain du roi Charles de Provence.

## Liste des archichapelains royaux
- Fulrad (vers 710 - † 784), abbé de Saint-Denis[1]
- Angilram, évêque de Metz
- Hildebald de Cologne[2], évêque en 787 puis archevêque de Cologne entre 794 et 818/819
- Hilduin († 841), abbé de Saint-Denis[1]
- Hugues l'Abbé († 886)
- Hildebert de Mayence, 927